# 休斯敦 (伊利諾伊州)
休斯敦（英語：Houston）是位於美國伊利諾伊州蘭道夫縣的一個非建制地區。該地的面積和人口皆未知。

## 地理
休斯敦的座標為38°11′26″N 89°54′28″W / 38.19056°N 89.90778°W，而該地的平均海拔高度為130米（即427英尺）。